# 매그니피센트 7 (영화)
《매그니피센트 7》(영어: The Magnificent Seven)은 2016년 공개된 앤트완 퓨콰 감독, 닉 피촐라토와 리처드 웽크 각본 영화로, 1954년 일본 영화 《7인의 사무라이》와 이를 바탕으로 한 1960년 영화 《황야의 7인》의 리메이크 작품이다. 덴절 워싱턴, 크리스 프랫, 이선 호크, 빈센트 도노프리오, 이병헌, 마누엘 가르시아룰포, 마틴 센스마이어, 헤일리 베넷, 피터 사스가드 등이 출연한다. 삽입곡의 일부를 작곡하던 중 개봉 1년 전에 사망한 작곡가 제임스 호너의 마지막 영화이기도 하며, 그의 친구 사이먼 프랜그렌이 작업을 마쳤다.
주요 촬영은 2015년 5월 18일부터 루이지애나주 배턴루지에서 진행되었다. 2016년 9월 8일 제41회 토론토 국제 영화제에서 처음 상영되었다. 북아메리카에서는 2016년 9월 23일부터 아이맥스 포맷을 포함한 극장에서 공개되었다.

## 줄거리
1879년, 악덕 기업가 바솔로뮤 보그는 자신의 광산 운영을 위해 고용한 무장 세력과 함께 국경 마을 로즈 크릭을 장악하고 주민들을 강제 노역에 동원한다. 주민들의 반발에 보그는 교회에 불을 지르고 농부 매튜 컬렌을 포함한 여러 주민을 잔인하게 살해한다. 매튜의 아내 엠마와 친구 테디는 마을을 해방시켜 줄 현상금 사냥꾼들을 찾아 나선다.
그들은 먼저 유명한 연방 보안관 샘 치좀을 영입하는데, 치좀은 보그의 행적에 관심을 보인다. 치좀은 도박사이자 명사수 조슈아 패러데이, 사면을 노리는 무법자 바스케스, 남북전쟁 참전 용사이자 저격수 굿나이트 로비쇼, 그의 동료이자 암살자인 빌리 록스, 그리고 전설적인 산악인 잭 혼을 차례로 영입한다. 여정 중에 코만치 전사 레드 하베스트까지 합류하여 일곱 명이 모이게 된다.
일곱 명은 로즈 크릭에 도착하여 마을을 지키던 블랙스톤 탐정 22명을 제거하고, 부패한 보안관 하프를 체포해 보그에게 보내 도전을 알린다. 치좀은 마을 사람들에게 보그의 군대가 도착하기까지 7일의 시간이 있다고 알린다. 일부는 도망가지만 대부분은 싸우기로 결심한다. 일곱 명은 광산에 억류된 사람들을 해방시키고, 비축된 폭탄을 확보하여 마을을 요새화하고 주민들을 훈련시킨다. 한편, 보그는 하프를 살해하고 코만치족 용병 데날리와 오른팔 맥칸에게 군대를 소집하라고 명령한다. 로비쇼는 남북전쟁의 트라우마에 시달리다 다시 살인을 저지르는 것에 대한 두려움으로 보그가 도착하기 전날 밤 마을을 떠나지만, 엠마가 그의 자리를 대신하기로 한다.
새벽, 보그의 군대가 로즈 크릭을 공격한다. 다양한 함정과 매복 공격으로 많은 적들이 죽는다. 패러데이는 맥칸에게 부상을 입지만, 바스케스에 의해 맥칸은 죽는다. 수비선이 무너지자 로비쇼는 다시 돌아와 전투에 합류하고 개틀링 기관총이 온다는 것을 경고한다. 기관총은 마을 사람들과 보그의 군대 모두를 무차별적으로 공격한다. 수적으로 열세에 놓인 일곱 명은 생존자들을 불타버린 교회로 피신시켜 최후의 저항을 한다.
혼은 부상당한 테디를 총격으로부터 보호하지만 데날리에게 죽는다. 데날리는 엠마를 죽이려 하지만 분노한 레드 하베스트가 데날리를 죽인다. 로비쇼와 빌리는 패러데이를 엄호하다가 기관총 공격에 목숨을 잃고, 패러데이는 언덕 위로 달려가 다이너마이트로 기관총을 파괴한다. 치좀은 남은 용병 두 명을 처치하고 보그를 무장해제시킨다. 부상당한 보그는 교회로 후퇴하고, 치좀은 보그가 고용한 전 남부군 병사들이 자신의 가족을 린치했다는 사실을 밝힌다. 치좀은 보그에게 회개할 것을 간청하며 목을 조르기 시작한다. 보그는 숨겨둔 리볼버를 꺼내려 하지만 엠마가 그를 사살한다.
마을 사람들은 로즈 크릭으로 돌아와 치좀, 바스케스, 레드 하베스트에게 감사를 표하고, 그들은 마을을 떠난다. 패러데이, 로비쇼, 빌리, 혼은 마을 근처에 묻히고 영웅으로 기려진다. 엠마는 나레이션을 통해 그들의 고귀한 희생이 그들을 "위대"하게 만들었다고 회상한다.

## 출연
매그니피센트 세븐
- 덴절 워싱턴 - 샘 치좀 역
- 크리스 프랫 - 조시 패러데이 역
- 이선 호크 - 굿나잇 로비쇼
- 빈센트 도노프리오 - 잭 혼 역
- 이병헌 - 빌리 록스 역
- 마누엘 가르시아룰포 - 바스케스 역
- 마틴 센스마이어 - 붉은 수확 역

그 외
- 피터 사스가드 - 바솔로뮤 보그 역
- 헤일리 베넷 - 에마 컬런 역
- 맷 보머 - 매슈 컬런 역
- 루크 그라임스 - 테디 Q 역
- 조너던 조스 - 매캔
- 캠 지간데이 - 패닝
- 숀 브리저스 - 조시아